# Třída Reimei
Třída Reimei je třída oceánských hlídkových lodí japonské pobřežní stráže. Vychází z oceánské hlídkové lodě Akicušima. Celkem byly objednány tři jednotky této třídy.

## Stavba
První dvě jednotky této třídy byly postaveny v japonské loďařské firmě Mitsubishi Shipbuilding (Mitsubishi) ve své loděnici v Nagasaki a následující dvě jednotky postavila Mitsubishi ve své loděnici v Šimonoseki.
Jednotky třídy Reimei:
| Jméno             | Založení kýlu  | Spuštěna          | Vstup do služby    | Status  |
| ----------------- | -------------- | ----------------- | ------------------ | ------- |
| Reimei (PLH-33)   | 16. února 2018 | 8. března 2019    | 19. února 2020     | aktivní |
| Akacuki (PLH-34)  | 16. února 2018 | 10. dubna 2020    | 16. února 2021     | aktivní |
| Asazuki (PLH-35)  | 25. února 2019 | 15. prosince 2020 | 12. listopadu 2021 | aktivní |
| Šikišima (PLH-31) | 2022           | 13. března 2024   | 3. března 2025     | aktivní |

## Konstrukce

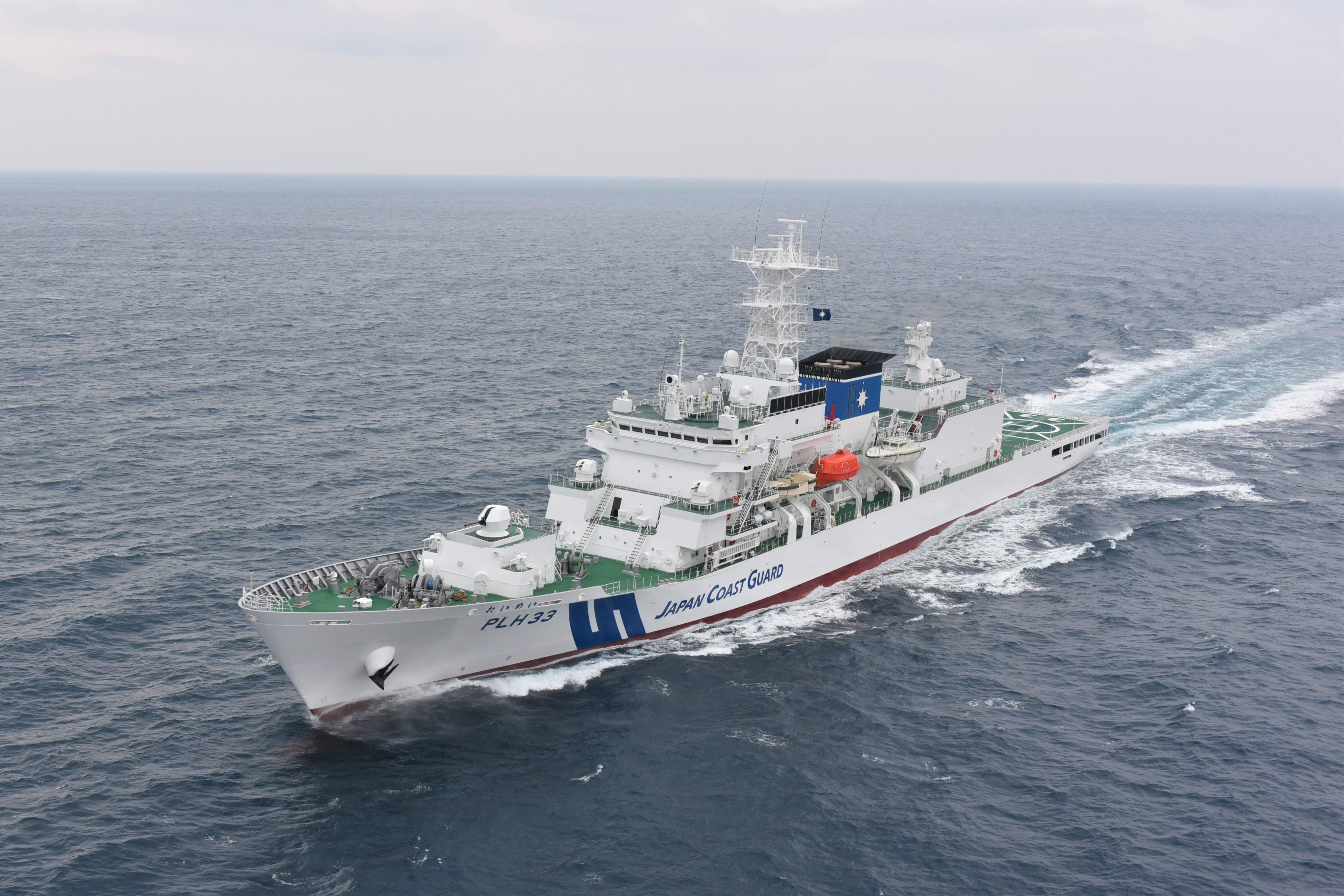
Reimei (PLH-33)

Výzbroj tvoří dva jednohlavňové 40mm kanóny Bofors Mk4 (na vyvýšené platformě na přídi a na zádi na střeše hangáru) a dva rotační 20mm kanóny JM61-RFS Sea Vulcan (před můstkem na levoboku a pravoboku). Výzbroj doplňují čtyři vodní děla. Plavidla jsou vybavena malými hlídkovými čluny, rychlými záchranářskými čluny ze sklolaminátu a záchrannými čluny. Na zádi se nachází hangár pro dva 11tunové vrtulníky EC225LP Super Puma a přistávací plocha pro jeden vrtulník. Pohonný systém tvoří čtyři diesely JFE/DU-SEMT-Pielstick 12PC2-6V, každý o výkonu 8900 hp, pohánějící dva lodní šrouby se stavitelnými lopatkami. Manévrovací schopnosti zlepšují dvě příďová dokormidlovací zařízení. Nejvyšší rychlost dosahuje 25 uzlů.